# Hippospongia equina
Hippospongia equina är en svampdjursart. Hippospongia equina ingår i släktet Hippospongia och familjen Spongiidae.

## Underarter
Arten delas in i följande underarter:
- H. e. micropora
- H. e. meandriniformis